# Lotosová sútra
Lotosová sútra (v sanskrtu सद्धर्मपुण्डरीकसूत्र Saddharma Puṇḍarīka Sūtra; čínsky 妙法蓮華經 Miao-fa-lien-chua-ťing; japonsky Mjóhó renge kjó) je asi nejpopulárnější a nejdůležitější sútra mahájánového buddhismu, a to zejména v Japonsku a Číně.

## Vznik a vývoj
Lotosová sútra byla pravděpodobně sepsána okolo 1. století v Kašmíru, tedy více než 500 let po Buddhově smrti. Toto datování je však orientační, ve skutečnosti toho není o vzniku sútry moc známo. Byla původně pravděpodobně napsána v sanskrtu, avšak někteří badatelé v čele s Burtonem Watsonem vyjádřili názor, že sútra byla nejdříve sepsána v prákrtu a až dodatečně přeložena do sanskrtu, aby získala větší vážnosti.
Sútra byla přeložena do čínštiny nejdříve mnichem Dharmarakšou okolo roku 266, avšak tento překlad byl postupně vytlačen Kumáradžívovým překladem z roku 406.
Lotosová sútra je tedy mnohem mladší než sútry Pálijského kánonu. Nicméně podle tradice Lotosová sútra vznikla již za dob Buddhy Šákjamuniho a 500 let byla ukryta v říši nágů společně s dalšími mahájánovými sútrami, protože buddhisté v té době ještě nebyli připraveni na učení obsažené v Lotosové a dalších sútrách.
Je to jedna z prvních súter, kde se objevuje termín „mahájána“.
Český překlad - Róši Morgan: SÚTRA NESPOČETNÝCH VÝZNAMŮ (Lotosová sútra s komentáři) - je obsažen v antologii Zen 5 (CAD Press).

## Obsah sútry
Podle mahájánového buddhismu Lotosová sútra obsahuje nauku, kterou do té doby žádná jiná sútra neobsahovala. Je to záznam rozpravy, kterou Buddha pronesl před svou smrtí na Supím vrchu.
Buddha ve svém učení dosud vyjevil svým žákům tři možné cesty (sa. jána), které vedou k probuzení:
1. Šrávakajána (cesta Buddhových žáků)
2. Pratjékabuddhajána (cesta osaměle probuzeného)
3. Bódhisattvajána (cesta bódhisattvy)

Avšak v Lotosové sútře Buddha pronese, že pouze tathágatové jako on jsou schopni poznat Nejvyšší pravdu a skutečnost. Tyto tři cesty mají pouze odvést pozornost od lpění na pomíjivých věcech. Sdělení mělo zásadní vliv na formování mnoha mahájánových škol. I když Buddha nepopřel, že arhat nemůže dosáhnout probuzení, není to konečný cíl. Do popředí tak staví na místo dosavadního arhata ideál bódhisattvy.